# Alone, Pt. II
«Alone, Pt. II» es una canción del productor y DJ noruego Alan Walker y la cantante estadounidense Ava Max, lanzada por Sony Music el 27 de diciembre de 2019. Es una secuela del sencillo «Alone» de Walker.

## Recepción crítica
Jason Lipshutz de Billboard elogió la canción y afirmó que «demuestra la evolución de las técnicas de producción de Walker». También describió la voz de Max como «un momento diseñado para tintineo de vasos, balanceo unificado y otras formas de camaradería en la fiesta».

## Vídeo musical
El video oficial de la canción fue subido al canal de YouTube de Walker el 27 de diciembre de 2019. Es la secuela del video de «On My Way», el sencillo de Walker de 2019 en colaboración con Sabrina Carpenter y Farruko, ya que el video musical también incluye a Susanne Karin Moe retratando a la protagonista femenina del video anterior. El video, dirigido por Kristian Berg, se filmó en Quảng Bình del 2 al 10 de abril de 2019, en lugares como la cueva Sơn Đoòng, el río Tróoc, el río Chay, el puente Tra Ang, la aldea Doong, la cueva En y la cueva Nuoc Nut. Un segundo video, también dirigido por Kristian Berg, fue lanzado el 17 de febrero de 2020 y fue filmado en vivo en el castillo de Château de Fontainebleau en Francia.

## Créditos y personal
Créditos adaptados de Tidal.
- Alan Walker – producción, composición, programación
- Amanda Ava Koci – voz, composición, coros
- Erik Smaaland – producción, composición
- Henry Walter – composición, producción de voz, coproducción, coros
- Markus Arnbekk – composición, coros, coproducción, guitarra, programación
- Carl Hovind – composición, coproducción, programación
- Fredrik Borch Olsen – composición
- Gunnar Greve – composición, productor ejecutivo
- Alexander Standal Pavelich – composición, guitarra
- Halvor Folstad – composición
- Dag Holtan-Hartwig – composición
- Moa Pettersson Hammar – composición
- Øyvind Sauvik – composición
- Big Fred – coproducción, programación
- Jakob Emtestam – productor ejecutivo
- Sören von Malmborg – ingeniero de mezcla y masterización

## Posicionamiento en listas
| Listas (2020)                                         | Mejor posición |
| ----------------------------------------------------- | -------------- |
| Alemania (Official German Charts)                     | 47             |
| Austria (Ö3 Austria Top 40)                           | 45             |
| Bélgica (Ultratop 50 Flandes)                         | 8              |
| Bélgica (Ultratop 50 Valonia)                         | 7              |
| Croacia (HRT)                                         | 26             |
| Estados Unidos (Billboard Hot Dance/Electronic Songs) | 11             |
| Finlandia (Suomen virallinen lista)                   | 18             |
| Francia (SNEP)                                        | 68             |
| Hungría (Dance Top 40)                                | 11             |
| Hungría (Rádiós Top 40)                               | 6              |
| Hungría (Single Top 40)                               | 17             |
| México (Billboard México Ingles Airplay)              | 21             |
| Noruega (VG-lista)                                    | 4              |
| Países Bajos (Nederlandse Top 40)                     | 6              |
| Países Bajos (Single Top 100)                         | 15             |
| Polonia (Polish Airplay Top 100)                      | 4              |
| Nueva Zelanda (RMNZ Hot Singles)                      | 26             |
| República Checa (Rádio – Top 100)                     | 10             |
| Rumania (Airplay 100)                                 | 3              |
| Suecia (Sverigetopplistan)                            | 25             |
| Suiza (Schweizer Hitparade)                           | 47             |

| Listas (2020)                                         | Posición |
| ----------------------------------------------------- | -------- |
| Bélgica (Ultratop 50 Flandes)                         | 26       |
| Bélgica (Ultratop 50 Valonia)                         | 25       |
| Estados Unidos (Billboard Hot Dance/Electronic Songs) | 47       |
| Hungría (Dance Top 40)                                | 64       |
| Hungría (Rádiós Top 40)                               | 61       |
| Hungría (Single Top 40)                               | 79       |
| Países Bajos (Dutch Top 40)                           | 5        |
| Países Bajos (Single Top 40)                          | 44       |
| Polonia (ZPAV)                                        | 27       |
| Rumania (Airplay 100)                                 | 14       |

| Listas (2021)          | Posición |
| ---------------------- | -------- |
| Hungría (Dance Top 40) | 33       |

## Certificaciones
| País      | Organismo certificador | Certificación | Ventas certificadas | Ref.   |
| --------- | ---------------------- | ------------- | ------------------- | ------ |
| Alemania  | BVMI                   | Oro           | 200 000             | [ 39 ] |
| Austria   | IFPI Austria           | Platino       | 30 000              | [ 40 ] |
| Bélgica   | BEA                    | Oro           | 20 000              | [ 41 ] |
| Francia   | SNEP                   | Oro           | 100 000             | [ 42 ] |
| Italia    | FIMI                   | Oro           | 35 000              | [ 43 ] |
| Noruega   | IFPI Norway            | 4× Platino    | 240 000             | [ 44 ] |
| Polonia   | ZPAV                   | Platino       | 20 000              | [ 45 ] |
| Streaming |                        |               |                     |        |
| Suecia    | GLF                    | Platino       | 8 000 000           | [ 46 ] |